# Єшива

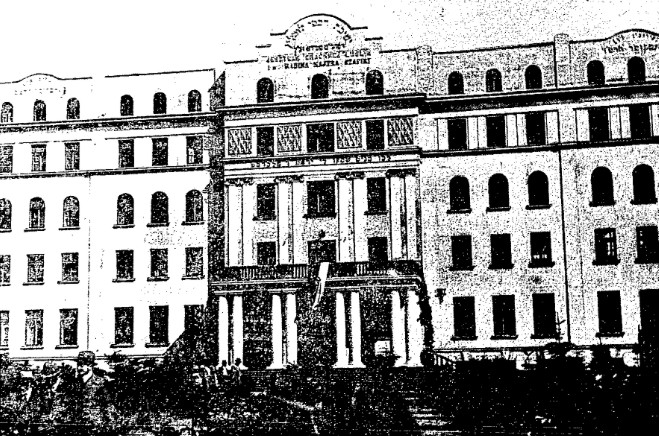
Знаменита люблінська єшива у 1938 році

Єши́ва (івр. יְשִׁיבָה, дос. «сидіння, засідання»; мн. єшиво́т, івр. יְשִׁיבוֹת; також укр. єшибо́т) — єврейський вищий релігійний навчальний заклад, де вивчається Усний Закон, головним чином Талмуд. У певні епохи єшива виконувала також законодавчі й судові функції. В останні сторіччя головною діяльністю єшив є підготовка до звання рабина. Строк навчання в єшиві звичайно не обмежений.